# Gramont (Tarn-et-Garonne)
Gramont ist eine französische Gemeinde mit 132 Einwohnern (Stand 1. Januar 2022) im Département Tarn-et-Garonne in der Region Okzitanien. Sie gehört zum Arrondissement Castelsarrasin und zum Kanton Garonne-Lomagne-Brulhois.
Sie grenzt im Nordwesten an Miradoux, im Nordosten und im Osten an Marsac, im Süden an Saint-Créac, im Südwesten an Saint-Clar (Berührungspunkt) und L’Isle-Bouzon und im Westen an Plieux.

## Bevölkerungsentwicklung
| Jahr      | 1962 | 1968 | 1975 | 1982 | 1990 | 1999 | 2008 | 2015 |
| --------- | ---- | ---- | ---- | ---- | ---- | ---- | ---- | ---- |
| Einwohner | 281  | 226  | 183  | 170  | 143  | 148  | 154  | 147  |

## Sehenswürdigkeiten
- Schloss von Gramont mit Teilen aus dem 13. Jahrhundert – Monument historique[1]

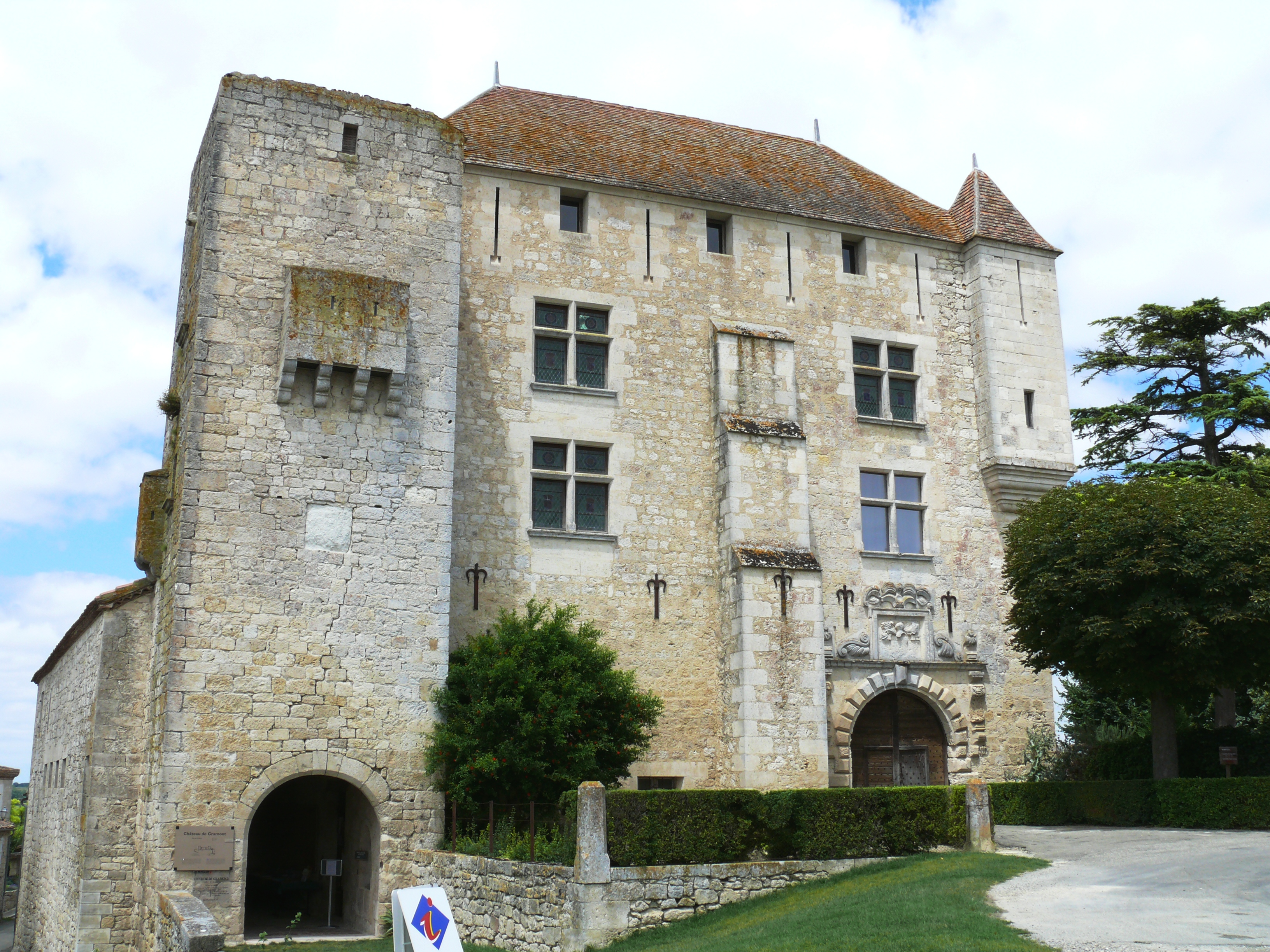
Das Schloss von Gramont